# Liste d'élèves de l'École supérieure d'électricité
Cette page rassemble une liste d'élèves notoires de l'École supérieure d'électricité (Supélec).
Les années de promotion correspondent aux années de sortie, trois ans après l'intégration.

## Liste
| Promotion | Nom                            | Activités principales |
| --------- | ------------------------------ | --- |
| 1897      | Louis Barbillion               | directeur de l'Institut polytechnique de Grenoble |
| 1898      | Raoul Bigot                    | ingénieur et romancier |
| 1899      | Michel Huber                   | statisticien et démographe, directeur de la Statistique générale de la France |
| 1901      | Sergueï Bernstein              | mathématicien |
| 1901      | Joachim Sudria                 | fondateur et premier directeur de l'École spéciale de mécanique et d'électricité |
| 1902      | Henri Fabre                    | ingénieur, inventeur de l'hydravion |
| 1902      | Henri Chrétien                 | astronome, inventeur du cinémascope, cofondateur de l’École supérieure d'optique et professeur à la Faculté des sciences de Paris                                                                                           |
| 1902      | Léo Trouilhet                  | président-fondateur de l’entreprise Calor (première production industrialisée de fers à repasser) |
| 1903      | Louis Charles Breguet          | constructeur d’avion, fondateur d’Air France |
| 1903      | Maurice Jeance                 | ingénieur et officier de marine français, pionnier de la radiodiffusion |
| 1905      | Matila Ghyka                   | poète, romancier, ingénieur électrique, mathématicien, historien, militaire, avocat, diplomate et ministre plénipotentiaire roumain                                                                                         |
| 1905      | Ernest Mercier                 | industriel français, directeur de la Compagnie française du pétrole (CFP) (Devenue Total) |
| 1910      | René Barthélemy                | inventeur de la télévision |
| 1910      | Étienne de Lassus Saint-Geniès | industriel français, ancien président de la Thomson, de la Compagnie des Lampes, vice-président d’Alsthom |
| 1911      | Marius Lavet                   | inventeur du moteur pas à pas |
| 1911      | Paul Nimier                    | inventeur, notamment de l'horloge parlante de l'Observatoire de Paris et de la télécommande de l'éclairage public |
| 1918      | Trajan Lalesco                 | recteur de l'université Politehnica Timișoara, renommé pour ses travaux sur les équations intégrales |
| 1919      | Pierre Lejay                   | jésuite, président de la Commission scientifique des Expéditions Polaires Françaises et de la section gravimétrie de l'Association Internationale de Géodésie, fondateur et directeur du Bureau Gravimétrique International |
| 1920      | Yvon Coudé du Foresto          | sénateur des Deux-Sèvres |
| 1920      | Richard Langlois-Berthelot     | ingénieur chez Électricité de France et la Compagnie Générale d'Électricité (aujourd'hui Alcatel), président de la Société française des électriciens                                                                       |
| 1920      | Claude Morgan                  | écrivain, journaliste et homme politique |
| 1921      | Roger Houdet                   | ministre de l’Agriculture |
| 1921      | Samuel Langlois-Berthelot      | directeur de la Société de recherches et d'applications techniques |
| 1921      | René Leduc                     | pionnier du statoréacteur |
| 1921      | Jean Thibaud                   | physicien spécialiste des rayons X et de la radioactivité |
| 1922      | René Dorand                    | ingénieur aéronautique, pionnier de l'hélicoptère |
| 1923      | Jean Knocker                   | architecte naval |
| 1924      | Robert Bourdon                 | doyen masculin des Français |
| 1924      | Jean-Marie Louvel              | ministre de l’Industrie |
| 1924      | Louis Leprince-Ringuet         | membre de l'Académie Française, spécialiste du nucléaire et des particules cosmiques, découvreur du méson K+, commissaire à l'énergie atomique                                                                              |
| 1925      | Robert Gamzon                  | résistant juif, fondateur des Éclaireurs Israélites de France |
| 1925      | Mahmoud Hessabi                | physicien et ministre iranien |
| 1926      | Roger Gaspard                  | résistant français, directeur général et président d'EDF, vice-président de la Compagnie nationale du Rhône, président de Schneider SA et de Ligue nationale contre le cancer                                               |
| 1927      | Fernand Nouvion                | réalisateur de l’électrification de la SNCF |
| 1929      | Pierre Marzin                  | sénateur des Côtes-d'Armor |
| 1929      | Fred Orain                     | producteur de cinéma |
| 1930      | Juan-José Espana               | compagnon de la Libération, PDG de Huard-UFC |
| 1931      | Pierre Bézier                  | mathématicien (courbes de Bézier), physicien |
| 1932      | Pierre Julitte                 | écrivain français, Compagnon de la Libération |
| 1932      | Raymond Croze                  | ingénieur des télécommunications |
| 1933      | Pierre Schaeffer               | écrivain et compositeur français |
| 1933      | Pierre Boulle                  | écrivain, scénariste (La Planète des singes, Le Pont de la rivière Kwaï) |
| 1935      | François Grégoire              | auteur de romans policiers et de romans d'espionnages |
| 1937      | François-Henri Raymond         | ingénieur et chef d'entreprise, fondateur de la Société d'électronique et d'automatisme |
| 1940      | Emil Grosswald                 | mathématicien |
| 1945      | Ambroise Roux                  | président de la Compagnie générale d'électricité, parrain du patronat |
| 1945      | André Danzin                   | ancien vice-PDG de Thomson-CSF |
| 1947      | Anatole Abragam                | physicien, professeur au Collège de France, ancien président de la Société française de physique, membre étranger de l’Académie des sciences des États-Unis, membre étranger de la Royal Society                            |
| 1947      | René Moreau                    | export en informatique et en cryptographie |
| 1948      | Pierre Marin                   | physicien, spécialiste des accélérateurs de particules |
| 1949      | Christian Beullac              | ancien ministre du Travail puis ministre de l’Éducation nationale |
| 1951      | Jean-Luc Lagardère             | industriel, fondateur du groupe Lagardère, fondateur et actionnaire principal d’EADS |
| 1952      | Khalilou Sall                  | directeur des chemins de fer de Guinée, directeur des chemins de fer du Sénégal, PDG et fondateur d'ORGATEC |
| 1954      | Michel Rambaut                 | physicien nucléaire. Il participe aux premiers essais nucléaires français. |
| 1955      | Michel Cosson                  | directeur général des Mutuelles du Mans (désormais MMA), puis président de l'Automobile Club de l'Ouest |
| 1955      | Bernard Lorimy                 | président directeur général de l'Agence de l'informatique |
| 1956      | Michel-Henri Carpentier        | Ingénieur de l’armement, spécialiste dans le domaine du radar |
| 1959      | Jean-Pierre Talvard            | fondateur de Parrot, directeur général de LogAbax |
| 1960      | Michel Guillou                 | homme politique et physicien |
| 1962      | Marcel Niat Njifenji           | ancien vice premier ministre chargé des mines, de l’eau et de l’énergie et actuel président du sénat du Cameroun |
| 1963      | Claude Cherki                  | éditeur, directeur des Éditions du Seuil |
| 1963      | François Labande               | alpiniste, écologiste et écrivain, cofondateur de la section française de l'ONG Mountain Wilderness |
| 1964      | Shlomo Aviner                  | rabbin, dirigeant spirituel du sionisme religieux |
| 1964      | Bernard Dufau                  | administrateur de France Télécom, ancien PDG d’IBM France |
| 1964      | Gérard Huet                    | informaticien émérite, membre de l’Académie des sciences |
| 1964      | Philippe Morillon              | général de corps d’armée, commandant des forces armées de l’ONU en ex-Yougoslavie (FORPRONU), député européen |
| 1965      | Jean Le Bihan                  | informaticien et chercheur français, à l'origine du projet Cyclades |
| 1967      | Pierre Boullier                | docteur et chercheur en informatique |
| 1967      | André Merlin                   | ancien PDG de RTE, filiale d’EDF |
| 1968      | Jean-Paul Méric                | directeur et président des Ciments français |
| 1968      | Bernard Vergnes                | ancien président de Microsoft Europe |
| 1969      | Christiane Schwartz            | directrice de l’innovation pour le groupe France Télécom, administratrice de l’INRIA |
| 1970      | Farouk Kamoun                  | pionnier des réseaux, contributeur au développement des réseaux et de l'informatique en Tunisie |
| 1970      | Loïc Caradec                   | navigateur, disparu en mer lors de la Route du Rhum (1986) |
| 1972      | Robert Mahler                  | président d'Alstom France |
| 1972      | Christian Piquemal             | général de corps d'armée français |
| 1973      | Pierre Buigues                 | économiste, conseiller économique à la DG concurrence à la Commission européenne |
| 1973      | François Flückiger             | informaticien, un des deux seuls Français figurant dans le Internet Hall of Fame |
| 1973      | Jean Pisani-Ferry              | économiste, essayiste, professeur à l’École polytechnique et à l'université Paris-Dauphine |
| 1974      | François Djindjian             | directeur général adjoint d’Osiatis |
| 1974      | Yves Frégnac                   | chercheur en neurosciences, spécialisé dans la neuroscience visuelle et la plasticité neuronale |
| 1974      | Patrick Tabeling               | professeur de microfluidique à l’ESPCI ParisTech |
| 1975      | Daniel Le Gal                  | cofondateur et président du conseil d’administration de Gemplus |
| 1976      | Jean-Daniel Boissonnat         | directeur de recherche à l’INRIA, pionnier de la géométrie algorithmique, chevalier de l'ordre national du Mérite en 2006                                                                                                   |
| 1979      | Thierry Breton                 | commissaire européen au Marché intérieur, ancien ministre de l’Économie, des Finances et de l’Industrie (2005 - 2007), ancien PDG de France Télécom                                                                         |
| 1980      | Simon Azoulay                  | PDG du groupe Alten |
| 1980      | Bruno Jarrosson                | ingénieur et consultant |
| 1981      | Patrick Achi                   | ministre des infrastructures économiques de la République de Côte d'Ivoire |
| 1981      | Michel Mayer                   | PDG de Freescale |
| 1983      | Alain Bénichou                 | PDG d'IBM France |
| 1985      | Philippe Carli                 | ancien PDG de Siemens France, directeur général du Groupe Amaury (Le Parisien, l'Équipe, Aujourd'hui en France, Open de France de golf, Paris-Dakar, Marathon de Paris, Roc d'Azur)                                         |
| 1986      | Jean-Baptiste Waldner          | directeur du programme de transformation IT du groupe Carrefour |
| 1988      | Guillaume Piketty              | directeur adjoint de Sciences Po, docteur en histoire |
| 1988      | Dominique Vidal                | directeur général de Yahoo! Europe |
| 1990      | Marc de Basquiat               | économiste, président de l’Association pour l’Instauration du Revenu d’Existence |
| 1991      | Nicolas Wertans                | dirigeant de Peugeot Citroën, ancien président du directoire de BMW France |
| 1991      | Jean-Baptiste Rudelle          | PDG et fondateur de Criteo |
| 1991      | Jawad Ziyat                    | PDG d'Injaz Holding et ancien président du Raja Club Athletic |
| 1993      | Olivier Lamarre                | dirigeant d'EDF et arbitre de football professionnel |
| 1993      | Franck Varenne                 | chercheur en épistémologie |
| 1994      | François Chopard               | ingénieur aérospatial, fondateur et directeur général de Starburst Accelerator |
| 1994      | Guillaume Multrier             | homme d’affaires, directeur général d’Aegis Media Expert, fondateur de Bananalotto |
| 1994      | Mickael Tanter                 | spécialiste d'imagerie médicale et de thérapie par ultrasons |
| 1996      | Nicolas Le Forestier           | champion du monde de ski nautique |
| 1998      | Julie Grollier                 | physicienne, auteure et poétesse |
| 1998      | David Larramendy               | directeur général de M6 |
| 2006      | Yonathan Levy                  | auteur et réalisateur |
| 2008      | Amir Reza-Tofighi              | cofondateur de Heetch |